# Robert van Genechten
Robert van Genechten (25. října 1895 Antverpy - 13. prosince 1945) byl nizozemský publicista a politický činitel belgického původu, komisař Jižního Holandska v době druhé světové války.

## Biografie
Robert van Genechten studoval, avšak nedokončil práva na univerzitě v Gentu. V době první světové války spolupracoval s Němci, okupujícími Belgii. Po skončení války v roce 1918 se usadil v Nizozemsku; kvůli své kolaboraci byl v roce 1920 uvězněn a posléze odsouzen na 8 let žaláře. Poté v roce 1927 dokončil studium práv na Královské univerzitě v Utrechtu. V roce 1930 získal nizozemské státní občanství. V roce 1934 vstoupil do tehdy ještě fašistického Národně socialistického hnutí Nizozemska (Nationaal-Socialistische Beweging der Nederlanden - NSB) Antona Musserta. Od roku 1938 byl hlavním redaktorem časopisu NSB Nieuw Nederland, v němž psal rovněž různé články, výrazně antisemitské. Po útoku německých vojsk na Nizozemsko v květnu roku 1940 byl internován ve vězení v Hoornu. Když Němci ovládli zemi, byl propuštěn a začal s okupanty kolaborovat. Z počátku přijal funkci generálního advokáta Nejvyššího soudu v Haagu, byl kandidátem na post ministra výchovy, umění a vědy ve vládním kabinetu, chystaném A. Mussertem, Němci však s jeho jmenováním nesouhlasili. V únoru roku 1943 se stal komisařem Jižního Holandska. Z důvodu systematického redukování jeho kompetencí německou okupační vládou se pokusil o sebevraždu. Po osvobození NIzozemska spojeneckými vojsky byl uvězněn; ve vězení se oběsil.